# Anton Kórobov
Anton Kórobov (nascut el 25 de juny de 1985), és un jugador d'escacs ucraïnès, que té el títol de Gran Mestre des de 2003.
A la llista d'Elo de la FIDE del gener de 2022, hi tenia un Elo de 2699 punts, cosa que en feia el jugador número 1 (en actiu) d'Ucraïna, i el 39è millor jugador al rànquing mundial. El seu màxim Elo va ser de 2716 punts, a la llista d'octubre de 2013 (posició 27 al rànquing mundial).

## Resultats destacats en competició
Kórobov va guanyar el Campionat d'Ucraïna de 2002, en fou subcampió en l'edició de 2004, rere Andrei Volokitin, i tercer a les edicions de 2006 i de 2008. El 2009 i el 2010 va guanyar l'Obert de la República Txeca, a Pardubice. El 2010 fou segon a l'Aeroflot Open, rere el vietnamita Le Quang Liem.
L'abril de 2011 guanyà el fort Festival de Nakhtxivan, a l'Azerbaidjan, superant (empatats als llocs 2n-5è) Aleksandr Ipàtov, Paco Vallejo, Zoltán Almási, i Ivan Sokolov. El desembre de 2011 fou cinquè al Campionat d'Europa d'escacs Blitz, disputat a Polònia (el campió fou Hrant Melkumian).
Entre l'agost i el setembre de 2011 participà en la Copa del món de 2011, a Khanti-Mansisk, un torneig del cicle classificatori pel Campionat del món de 2013, i hi tingué una bona actuació. Avançà fins a la segona ronda, quan fou eliminat per Nikita Vitiúgov (½-1½).
El febrer de 2012, empatà als llocs 1r–3r amb Mateusz Bartel i Pàvel Eliànov a l'11a edició de l'Aeroflot Open i quedà segon per desempat.
L'agost de 2013 participà en la Copa del Món de 2013, on tingué una bona actuació, i arribà als quarts de final, on fou eliminat per Vladímir Kràmnik ½–1½.
El 2014 empatà amb Ruslan Ponomariov al tercer lloc al campionat d'Ucraïna, rere el campió Iuri Kuzúbov i Pàvel Eliànov (2n).
El febrer del 2015 fou 2-5è a l'Obert de Moscou amb 7 punts de 9 empatat amb Francisco Vallejo, Tigran L. Petrossian i Vladislav Artémiev (el campió fou Ernesto Inàrkiev).
L'agost de 2016 a Nefteyugansk (Rússia) guanyà el 17è Torneig Karpov Poikovsky amb 6 punts de 9, mig punt per davant de Radosław Wojtaszek. El 2018 a Kíev es proclamà campió d'Ucraïna per tercer cop en la seva carrera.
El gener de 2019 fou cinquè al torneig Tata Steel B, dos punts i mig per sota del campió, Vladislav Kovalev. El juny de 2019, fou quart al Campionat Internacional d'escacs de Netanya per darrere d'Oleksandr Moissèienko.

### Participació en olimpíades d'escacs
Kórobov ha participat, representant Ucraïna, en l'Olimpíada d'escacs de 2014, amb un resultat de (+3 =3 –1), per un 64,3% de la puntuació.